# 1146 Biarmia
1146 Biarmia là một tiểu hành tinh vành đai chính bay quanh Mặt Trời. Approximately 31 kilometers in diameter, Nó hoàn thành một chu kỳ quay quanh Mặt Trời là 5 năm. Chu kỳ tự quanh là 12 giờ. Nó được phát hiện bởi Grigory Nikolaevich Neujmin ngày 7 tháng 5, 1929. Nó được đặt theo tên a legendary country Bjarmland in northern Nga gần Finnish border. Tên ban đầu của nó là 1929 JF.